# الانکو
الانکو (انگلیسی: Elanco) شرکت داروسازی آمریکایی است، که در سال ۱۹۵۴ تأسیس شد.